# Cnemaspis
Cnemaspis es un género de geckos pertenecientes a la familia Gekkonidae. Se encuentran en el África subsahariana y el Asia indomalaya. 
Son gecos relativamente pequeños, con pupilas redondas (por lo tanto, principalmente diurnos) que viven en entornos boscosos.
Las especies en África se colocan, a veces, en el género Ancylodactylus de acuerdo con la clasificación utilizada.

## Especies
Se reconocen las 245 siguientes:
- Cnemaspis aaronbaueri Sayyed, Grismer, Campbell & Dileepkumar, 2019[2]
- Cnemaspis aceh Iskandar, McGuire, & Amarasinghe, 2017[3]
- Cnemaspis adangrawi Ampai, Rujirawan, Wood, Stuart, & Aowphol, 2019[4]
- Cnemaspis adii Srinivasulu, Kumar & Srinivasulu, 2015.
- Cnemaspis affinis (Stoliczka, 1870).
- Cnemaspis africana (Werner, 1895).
- Cnemaspis agamalaiensis Khandekar, Thackeray & Agarwal, 2024[5]
- Cnemaspis agarwali Khandekar, 2019[6]
- Cnemaspis agayagangai Agarwal, Thackeray, & Khandekar, 2022[7]
- Cnemaspis ajijae Sayyed, Pyron & Dileepkumar, 2018[8]
- Cnemaspis alantika Bauer, Chirio, Ineich & Lebreton, 2006.
- Cnemaspis alwisi Mendis Wickramasinghe & Munindradasa, 2007.
- Cnemaspis amba Khandekar, Thackeray & Agarwal, 2019[9]
- Cnemaspis amboliensis Sayyed, Pyron & Dileepkumar, 2018[8]
- Cnemaspis amith Manamendra-Arachchi, Batuwita & Pethiyagoda, 2007.
- Cnemaspis anaikattiensis Mukherjee, Bhupathy & Nixon, 2005.
- Cnemaspis anaimalaiensis Khandekar, Thackeray & Agarwal, 2024[5]
- Cnemaspis anamudiensis Cyriac, Johny, Umesh & Palot, 2018[10]
- Cnemaspis anandani Murthy, Nitesh, Sengupta & Deepak, 2019[11]
- Cnemaspis andalas Iskandar, McGuire, & Amarasinghe, 2017[3]
- Cnemaspis andersonii (Annandale, 1905).
- Cnemaspis anslemi Karunarathna & Ukuwela, 2019[12]
- Cnemaspis anuradhae Khandekar, Thackeray & Agarwal, 2024[5]
- Cnemaspis argus Dring, 1979.
- Cnemaspis assamensis Das & Sengupta, 2000.
- Cnemaspis aurantiacopes Grismer & Ngo, 2007.
- Cnemaspis auriventralis Rujirawan, Yodthong, Ampai, Termprayoon, Aksornneam, Stuart, & Aowphol, 2022[13]
- Cnemaspis australis Manamendra-Arachchi, Batuwita & Pethiyagoda, 2007.
- Cnemaspis avasabinae Agarwal, Bauer & Khandekar, 2020[14]
- Cnemaspis azhagu Khandekar, Thackeray, & Agarwal, 2022[7]
- Cnemaspis balerion Pal, Mirza, Dsouza & Shanker, 2021[15]
- Cnemaspis barbouri Perret, 1986.
- Cnemaspis barkiensis Khandekar, Gaikwad, Thackeray, Gangalmale & Agarwal, 2024[16]
- Cnemaspis basalticola Khandekar, Thackeray, Agarwal, Gangalmale, Kininge & Gaikwad, 2024[17]
- Cnemaspis baueri Das & Grismer, 2003.
- Cnemaspis bayuensis Grismer, Grismer, Wood & Chan, 2008.
- Cnemaspis beddomei (Theobald, 1876).
- Cnemaspis bidongensis Grismer, Wood, Ahmad, Sumarli, Vazquez, Ismail, Nance, Mohd-Amin, Othman, Rizaijessika, Kuss, Murdoch & Cobos, 2014.
- Cnemaspis biocellata Grismer, Chan, Nasir & Sumontha, 2008.
- Cnemaspis boiei (Gray, 1842).
- Cnemaspis boulengerii Strauch, 1887.
- Cnemaspis butewai Karunarathna et al., 2019[18]
- Cnemaspis brahmaputra Sayyed, Das, Amarasinghe, Bhattacharjee & Purkayastha, 2025[19]
- Cnemaspis calderana Milto & Bezman-Moseyko, 2021[20]
- Cnemaspis caudanivea Grismer & Ngo, 2007.
- Cnemaspis cavernicola Khandekar, Thackeray, Kalaimani & Agarwal, 2023.[21]
- Cnemaspis chanardi Grismer, Sumontha, Cota, Grismer, Wood, Pauwels & Kunya, 2010.
- Cnemaspis chandoliensis Khandekar, Gaikwad, Thackeray, Gangalmale & Agarwal, 2024[21]
- Cnemaspis chanthaburiensis Bauer & Das, 1998.
- Cnemaspis chengodumalaensis Cyriac, Palot, Deuti & Umesh, 2020[22]
- Cnemaspis clivicola Manamendra-Arachchi, Batuwita & Pethiyagoda, 2007.
- Cnemaspis dezwaani Das, 2005.
- Cnemaspis dickersonae (Schmidt, 1919).
- Cnemaspis dilepis Perret, 1963.
- Cnemaspis dissanayakai Karunarathna et al., 2019[18]
- Cnemaspis dringi Das & Bauer, 1998.
- Cnemaspis elgonensis Loveridge, 1935.
- Cnemaspis enneaporus Rujirawan, Aksornneam & Aowphol, 2025[23]
- Cnemaspis fantastica Agarwal, Thackeray, & Khandekar, 2022[7]
- Cnemaspis flavigaster Chan & Grismer, 2008.
- Cnemaspis flavigularis Pal, Mirza, Dsouza & Shanker, 2021[15]
- Cnemaspis flaviventralis Sayyed, Pyron & Dahanukar, 2016[24]
- Cnemaspis flavolineata (Nicholls, 1949).
- Cnemaspis fortis Sayyed, 2023.[25]
- Cnemaspis galaxia Pal, Mirza, Dsouza & Shanker, 2021[15]
- Cnemaspis ganeshaiahi Narayanan, Pal, Grismer & Aravind, 2023.
- Cnemaspis geethaiyerae Agarwal, Thackeray & Khandekar, 2024.[26]
- Cnemaspis gemunu Bauer, De Silva, Greenbaum & Jackman, 2007.
- Cnemaspis gigas Perret, 1986.
- Cnemaspis girii Mirza, Pal, Bhosale & Sanap, 2014.
- Cnemaspis goaensis Sharma, 1976.
- Cnemaspis godagedarai de Silva, Bauer, Botejue & Karunarathna, 2019[27]
- Cnemaspis gotaimbarai Karunarathna et al., 2019[18]
- Cnemaspis gracilis (Beddome, 1870).
- Cnemaspis graniticola Agarwal, Thackeray, Pal & Khandekar, 2020[28]
- Cnemaspis grismeri Wood, Quah, Anuar Ms & Muin, 2013.
- Cnemaspis gunasekarai Amarasinghe, Karunarathna, Madawala & de Silva, 2021[29]
- Cnemaspis gunawardanai Amarasinghe, Karunarathna, Madawala & de Silva, 2021[29]
- Cnemaspis hangus Grismer, Wood, Anuar, Riyanto, Ahmad, Muin, Sumontha, Grismer, Onn, Quah & Pauwels, 2014.
- Cnemaspis harimau Chan, Grismer, Anuar, Quah, Muin, Savage, Grismer, Ahmad, Remigio & Greer, 2010.
- Cnemaspis heteropholis Bauer, 2002.
- Cnemaspis hitihamii Karunarathna et al., 2019[18]
- Cnemaspis huaseesom Grismer, Sumontha, Cota, Grismer, Wood, Pauwels & Kunya, 2010.
- Cnemaspis indica Gray, 1846.
- Cnemaspis indraneildasii Bauer, 2002.
- Cnemaspis ingerorum Batuwita, Agarwal & Bauer, 2019[30]
- Cnemaspis jackieii Pal, Mirza, Dsouza & Shanker, 2021[15]
- Cnemaspis jacobsoni Das, 2005.
- Cnemaspis jayaweerai Karunarathna, Ukuwela, De Silva, Bauer, Madawala, Poyarkov, Botejue, Gabadage, Grismer & Gorin, 2023.[31]
- Cnemaspis jerdonii (Theobald, 1868).
- Cnemaspis kalakadensis Khandekar, Thackeray, & Agarwal, 2022[32]
- Cnemaspis kallima Manamendra-Arachchi, Batuwita & Pethiyagoda, 2007.
- Cnemaspis kamolnorranathi Grismer, Sumontha, Cota, Grismer, Wood, Pauwels & Kunya, 2010.
- Cnemaspis kanyakumariensis Agarwal, Thackeray & Khandekar, 2024.[26]
- Cnemaspis kandambyi Batuwita & Udugampala, 2017[33]
- Cnemaspis kandiana (Kelaart, 1852).
- Cnemaspis karsticola Grismer, Grismer, Wood & Chan, 2008.
- Cnemaspis kalsubaiensis Khandekar, Thackeray, Agarwal, Gangalmale, Kininge & Gaikwad, 2024[17]
- Cnemaspis kawminiae Karunarathna et al., 2019[18]
- Cnemaspis kendallii (Gray, 1845).
- Cnemaspis kivulegedarai Karunarathna et al., 2019[31]
- Cnemaspis koehleri Mertens, 1937.
- Cnemaspis kohukumburai Karunarathna et al., 2019[18]
- Cnemaspis kolhapurensis Giri, Bauer & Gaikwad, 2009
- Cnemaspis kotagamai Karunarathna et al., 2019[18]
- Cnemaspis kottiyoorensis Cyriac & Umesh, 2014.
- Cnemaspis koynaensis Khandekar, Thackeray & Agarwal, 2019[9]
- Cnemaspis krishnagiriensis Agarwal, Thackeray & Khandekar, 2021[34]
- Cnemaspis kumarasinghei Mendis Wickramasinghe & Munindradasa, 2007.
- Cnemaspis kumpoli Taylor, 1963.
- Cnemaspis lagang Nashriq, Davis, Bauer, & Das, 2022[35]
- Cnemaspis laoensis Grismer, 2010.
- Cnemaspis latha Manamendra-Arachchi, Batuwita & Pethiyagoda, 2007.
- Cnemaspis leucura Kurita, Nishikawa, Matsui, & Hikida, 2017[36]
- Cnemaspis lithophilis Pal, Mirza, Dsouza & Shanker, 2021[15]
- Cnemaspis limayei Sayyed, Pyron & Dileepkumar, 2018[8]
- Cnemaspis limi Das & Grismer, 2003.
- Cnemaspis lineatubercularis Ampai, Wood, Stuart, & Aowphol, 2020[37]
- Cnemaspis lineogularis Wood, Grismer, Aowphol, Aguilar, Cota, Grismer, Murdoch, & Sites, 2017[38]
- Cnemaspis littoralis (Jerdon, 1854).
- Cnemaspis lokugei Karunarathna et al., 2021[39]
- Cnemaspis maculicollis Cyriac, Johny, Umesh & Palot, 2018[10]
- Cnemaspis magnifica Khandekar, Thackeray, Pal & Agarwal, 2020[28]
- Cnemaspis mahabali Sayyed, Pyron & Dileepkumar, 2018[8]
- Cnemaspis maharashtraensis Khandekar, Gaikwad, Thackeray, Gangalmale & Agarwal, 2024[21]
- Cnemaspis mahsuriae Grismer, Wood, Quah, Anuar, Ngadi & Ahmad, 2015.
- Cnemaspis matahari Nashriq, Davis, Bauer, & Das, 2022[35]
- Cnemaspis manoae Amarasinghe & Karunarathna, 2020[40]
- Cnemaspis mcguirei Grismer, Grismer, Wood & Chan, 2008.
- Cnemaspis menikay Manamendra-Arachchi, Batuwita & Pethiyagoda, 2007.
- Cnemaspis minang Iskandar, McGuire, & Amarsinghe, 2017[3]
- Cnemaspis modiglianii Das, 2005.
- Cnemaspis molligodai Mendis Wickramasinghe & Munindradasa, 2007.
- Cnemaspis monachorum Grismer, Ahmad, Chan, Belabut, Muin, Wood & Grismer, 2009.
- Cnemaspis monticola Manamendra-Arachchi, Batuwita & Pethiyagoda, 2007.
- Cnemaspis mumpuniae Grismer, Wood, Anuar, Riyanto, Ahmad, Muin, Sumontha, Grismer, Onn, Quah & Pauwels, 2014.
- Cnemaspis muria Riyanto, Munir, Martamenggala, Fitriana, & Hamidy, 2019[41]
- Cnemaspis mysoriensis (Jerdon, 1853).
- Cnemaspis nairi Inger, Marx & Koshy, 1984.
- Cnemaspis nanayakkarai Karunarathna, Ukuwela, De Silva, Bauer, Madawala, Poyarkov, Botejue, Gabadage, Grismer & Gorin, 2023.[31]
- Cnemaspis nandimithrai Karunarathna et al., 2019[18]
- Cnemaspis narathiwatensis Grismer, Sumontha, Cota, Grismer, Wood, Pauwels & Kunya, 2010.
- Cnemaspis neangthyi Grismer, Grismer & Chav, 2010.
- Cnemaspis nicobaricus Chandramouli, 2020[42]
- Cnemaspis nigridia (Smith, 1925).
- Cnemaspis nigriventris Pal, Mirza, Dsouza & Shanker, 2021[15]
- Cnemaspis nilagirica Manamendra-Arachchi, Batuwita & Pethiyagoda, 2007.
- Cnemaspis nilgala Karunarathna, Bauer, de Silva, Surasinghe, Somaratna, Madawala, Gabadage, Botejue, Henkanaththegedara & Ukuwela, 2019[43]
- Cnemaspis nimbus Pal, Mirza, Dsouza & Shanker, 2021[15]
- Cnemaspis niyomwanae Grismer, Sumontha, Cota, Grismer, Wood, Pauwels & Kunya, 2010.
- Cnemaspis nuicamensis Grismer & Ngo, 2007.
- Cnemaspis occidentalis Angel, 1943.
- Cnemaspis omari Grismer, Wood, Anuar, Riyanto, Ahmad, Muin, Sumontha, Grismer, Onn, Quah & Pauwels, 2014.
- Cnemaspis ornata (Beddome, 1870).
- Cnemaspis otai Das & Bauer, 2000.
- Cnemaspis pachaimalaiensis Agarwal, Thackeray, & Khandekar, 2022[7]
- Cnemaspis pagai Iskandar, McGuire, & Amarsinghe, 2017[3]
- Cnemaspis pakkamalaiensis Khandekar, Thackeray, Kalaimani & Agarwal, 2023.[21]
- Cnemaspis palakkadensis Sayyed, Cyriac & Dileepkumar, 2020[44]
- Cnemaspis palanica Pal, Mirza, Dsouza & Shanker, 2021[15]
- Cnemaspis paripari Grismer & Onn, 2009.
- Cnemaspis pava Manamendra-Arachchi, Batuwita & Pethiyagoda, 2007.
- Cnemaspis pemanggilensis Grismer & Das, 2006.
- Cnemaspis peninsularis Grismer, Wood, Anuar, Riyanto, Ahmad, Muin, Sumontha, Grismer, Onn, Quah & Pauwels, 2014.
- Cnemaspis perhentianensis Grismer & Chan, 2008.
- Cnemaspis persephone Khandekar, Thackeray & Agarwal, 2024[45]
- Cnemaspis petrodroma Perret, 1986.
- Cnemaspis phangngaensis Wood, Grismer, Aowphol, Aguilar, Cota, Grismer, Murdoch, & Sites, 2017[38]
- Cnemaspis phillipsi Manamendra-Arachchi, Batuwita & Pethiyagoda, 2007.
- Cnemaspis phuketensis Das & Leon, 2004.
- Cnemaspis podihuna Deraniyagala, 1944.
- Cnemaspis pseudomcguirei Grismer, Ahmad, Chan, Belabut, Muin, Wood & Grismer, 2009.
- Cnemaspis psychedelica Grismer, Ngo & Grismer, 2010.
- Cnemaspis pulchra Manamendra-Arachchi, Batuwita & Pethiyagoda, 2007.
- Cnemaspis punctata Manamendra-Arachchi, Batuwita & Pethiyagoda, 2007.
- Cnemaspis punctatonuchalis Grismer, Sumontha, Cota, Grismer, Wood, Pauwels & Kunya, 2010.
- Cnemaspis purnamai Riyanto, Hamidy, Sidik, & Gunalen, 2017[46]
- Cnemaspis quattuorseriata (Sternfeld, 1912).
- Cnemaspis rajabasa Amarasinghe, Harvey, Riyanto & Smith, 2015.
- Cnemaspis rajakarunai Wickramasinghe, Vidanapathirana & Rathnayake, 2016[47]
- Cnemaspis rajgadensis Sayyed, Cyriac, Pardeshi & Sulakhe, 2021[48]
- Cnemaspis rammalensis Vidanapathirana, Gehan-Rajeev, Wickramasinghe,Fernando & Mendis-Wickramasinghe, 2014.
- Cnemaspis ranganaensis Sayyed & Sulakhe, 2020[49]
- Cnemaspis rashidi Sayyed, Kirubakaran, Khot, Thanigaivel, Satheeshkumar, Sayyed, Sayyed, Purkayastha, Deshpande & Sulakhe, 2023.[50]
- Cnemaspis regalis Pal, Mirza, Dsouza & Shanker, 2021[15]
- Cnemaspis reticulata Sayyed, Kirubakaran, Khot, Abinesh, Harshan, Sayyed, Sayyed, Adhikari & Purkayastha, 2023.[51]
- Cnemaspis retigalensis Mendis Wickramasinghe & Munindradasa, 2007.
- Cnemaspis rudhira Agarwal, Thackeray, & Khandekar, 2022 [7]
- Cnemaspis roticanai Grismer & Onn, 2010.
- Cnemaspis rubraoculus Pal, Mirza, Dsouza & Shanker, 2021[15]
- Cenmaspis rudhira Agarwal, Thackeray, & Khandekar, 2022[7]
- Cnemaspis sahyadriensis Khandekar, Gaikwad, Thackeray, Gangalmale & Agarwal, 2024[21]
- Cnemaspis sakleshpurensis Khandekar, Thackeray, & Agarwal, 2022[52]
- Cnemaspis salimalii Agarwal, Thackeray, & Khandekar, 2022[7]
- Cnemaspis samanalensis Mendis Wickramasinghe & Munindradasa, 2007.
- Cnemaspis samui Ampai, Rujirawan, Yodthong, Termprayoon, Stuart, Wood, & Aowphol, 2022[53]
- Cnemaspis sanctus Khandekar, Thackeray & Agarwal, 2024[45]
- Cnemaspis sathuragiriensis Khandekar, Thackeray & Agarwal, 2024[54]
- Cnemaspis scalpensis (Ferguson, 1877).
- Cnemaspis schalleri Agarwal, Thackeray & Khandekar, 2021[55]
- Cnemaspis selamatkanmerapoh Grismer, Wood, Mohamed, Chan, Heinz, Sumarli, Chan & Loredo, 2013.
- Cnemaspis selenolagus Grismer, Yushchenko, Pawangkhanant, Nazarov, Naiduangchan, Suwannapoom & Poyarkov, 2020[56]
- Cnemaspis shahruli Grismer, Chan, Quah, Muin, Savage, Grismer, Ahmad, Greer & Remegio, 2010.
- Cnemaspis shevaroyensis Khandekar, Gaitonde & Agarwal, 2019[57]
- Cnemaspis siamensis (Smith, 1925).
- Cnemaspis silvula Manamendra-Arachchi, Batuwita & Pethiyagoda, 2007.
- Cnemaspis similan Ampai, Rujirawan, Yodthong, Termprayoon, Stuart, Wood, & Aowphol, 2022[53]
- Cnemaspis sirehensis Nashriq, Davis, Bauer, & Das, 2022[35]
- Cnemaspis sisparensis (Theobald, 1876).
- Cnemaspis smaug Pal, Mirza, Dsouza & Shanker, 2021[15]
- Cnemaspis spinicollis (Müller, 1907).
- Cnemaspis stellapulvis Khandekar, Thackeray & Agarwal, 2020[58]
- Cnemaspis stongensis Grismer, Wood, Anuar, Riyanto, Ahmad, Muin, Sumontha, Grismer, Onn, Quah & Pauwels, 2014.
- Cnemaspis sundagekko Grismer, Wood, Anuar, Riyanto, Ahmad, Muin, Sumontha, Grismer, Onn, Quah & Pauwels, 2014.
- Cnemaspis sundainsula Grismer, Wood, Anuar, Riyanto, Ahmad, Muin, Sumontha, Grismer, Onn, Quah & Pauwels, 2014.
- Cnemaspis sundara Sayyed, Kirubankaran, Khot, Harsan, Adhikari, A. Sayyed, M. Sayyed, Fazil, Jerith, Deshpande, Purkayastha & Sulakhe, 2023.[59]
- Cnemaspis tanintharyi Lee, Miller, Zug, & Mulcahy, 2019[60]
- Cnemaspis tapanuli Iskandar, McGuire, & Amarsinghe, 2017[3]
- Cnemaspis tarutaoensis Ampai, Rujirawan, Wood, Stuart, & Aowphol, 2019 [4]
- Cnemaspis temiah Grismer, Wood, Anuar, Riyanto, Ahmad, Muin, Sumontha, Grismer, Onn, Quah & Pauwels, 2014.
- Cnemaspis tenkasiensis Khandekar, Thackeray & Agarwal, 2024[5]
- Cnemaspis thachanaensis Wood, Grismer, Aowphol, Aguilar, Cota, Grismer, Murdoch, & Sites, 2017[38]
- Cnemaspis thackerayi Khandekar, Gaitonde, & Agarwal, 2019[57]
- Cnemaspis thayawthadangyi Lee, Miller, Zug & Mulcahy, 2019[60]
- Cnemaspis tigris Khandekar, Thackeray, & Agarwal, 2022[52]
- Cnemaspis timoriensis (Duméril & Bibron, 1836).
- Cnemaspis triedra Sayyed, Kirubankaran, Khot, Harsan, Adhikari, A. Sayyed, M. Sayyed, Fazil, Jerith, Deshpande, Purkayastha & Sulakhe, 2023.[59]
- Cnemaspis tropidogaster (Boulenger, 1885).
- Cnemaspis tubaensis Quah, Wood, Anuar, & Muin, 2020[61]
- Cnemaspis tucdupensis Grismer & Ngo, 2007.
- Cnemaspis umashaankeri Narayanan & Aravind, 2022[62]
- Cnemaspis upendrai Manamendra-Arachchi, Batuwita & Pethiyagoda, 2007.
- Cnemaspis uttaraghati Agarwal, Thackeray & Khandekar, 2021[55]
- Cnemaspis uzungwae Perret, 1986.
- Cnemaspis vandeventeri Grismer, Sumontha, Cota, Grismer, Wood, Pauwels & Kunya, 2010.
- Cnemaspis wallaceii Pal, Mirza, Dsouza & Shanker, 2021[15]
- Cnemaspis whittenorum Das, 2005.
- Cnemaspis valparaiensis Khandekar, Thackeray & Agarwal, 2024[5]
- Cnemaspis vangoghi Khandekar, Thackeray & Agarwal, 2024[54]
- Cnemaspis vijayae Khandekar, Thackeray, & Agarwal, 2022[52]
- Cnemaspis wicksi (Stoliczka, 1873).
- Cnemaspis wynadensis (Beddome, 1870).
- Cnemaspis yelagiriensis Agarwal, Thackeray, Pal & Khandekar, 2020[63]
- Cnemaspis yercaudensis Das & Bauer, 2000.
- Cnemaspis zacharyi Cyriac, Palot, Deuti & Umesh, 2020[22]